# 1776 Койпер
1776 Койпер (1776 Kuiper) — астероїд головного поясу, відкритий 24 вересня 1960 року.
Тіссеранів параметр щодо Юпітера — 3,200.